# Caravaggisti di Utrecht
Fu definito caravaggisti di Utrecht un gruppo di pittori originari di tale città che visitarono Roma all'inizio del XVII secolo e furono particolarmente influenzati dall'opera del Caravaggio.
Ritornati in patria, rielaborarono le nuove idee apprese e svilupparono uno stile, conosciuto come caravaggismo di Utrecht, caratterizzato da un uso notevole del chiaroscuro, dal taglio del piano del dipinto in modo che l'immagine sia vista in primo piano e dal tentativo di raggiungere una rappresentazione realistica piuttosto che ideale. Questo movimento ebbe un notevole sviluppo, ma durò un breve periodo a partire dal 1620 circa per esaurirsi intorno al 1630.
Gli artisti iniziatori di questo movimento e che costituirono perciò la prima generazione, furono Hendrick ter Brugghen, Gerrit van Honthorst e Dirck van Baburen. Essi introdussero questo stile a Utrecht intorno al 1620 con grande successo, influenzando persino gli artisti più vecchi come Abraham Bloemaert, Paulus Moreelse e persino il manierista Joachim Wtewael.

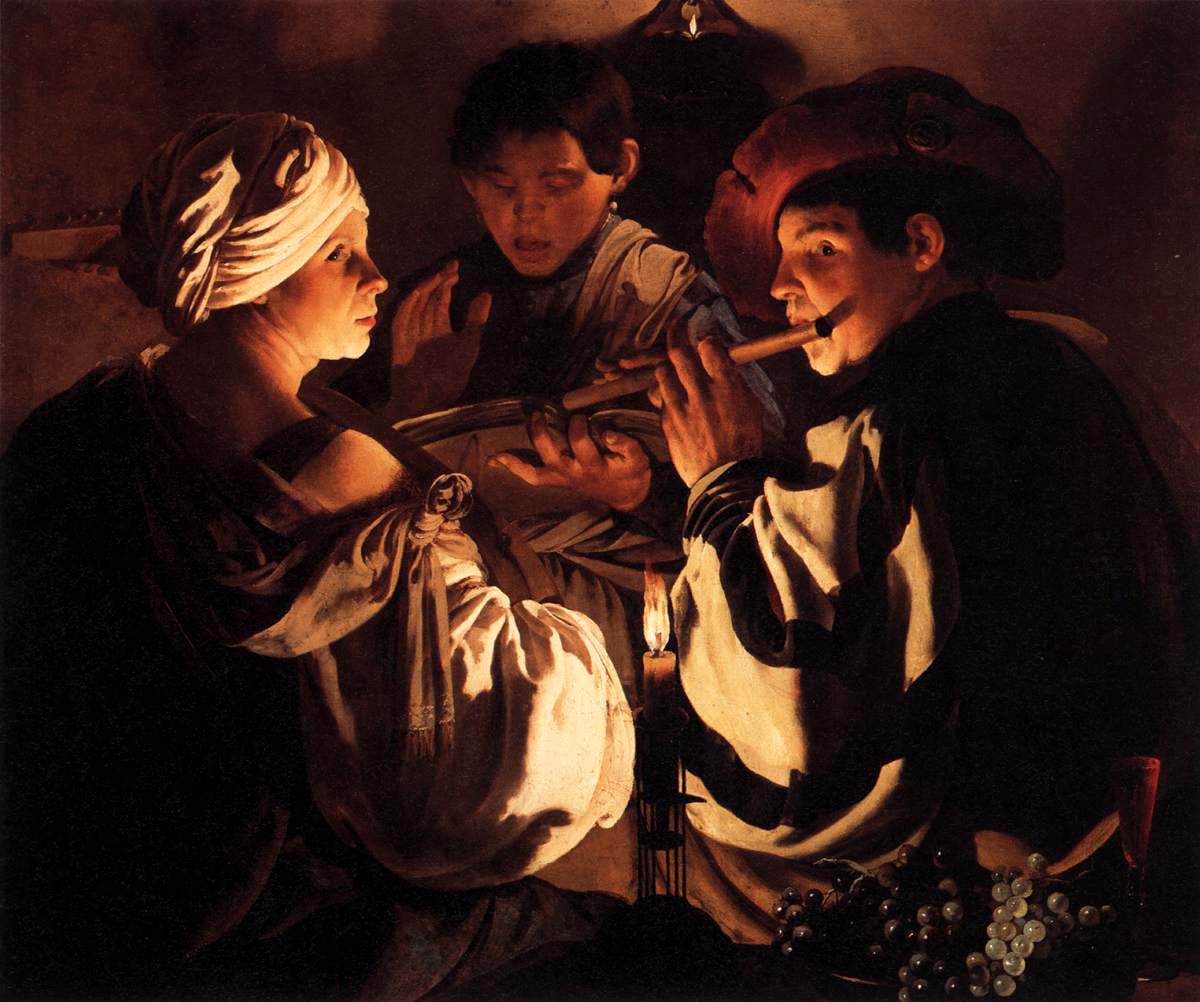
Il concerto di Hendrick ter Brugghen (1627)

## Membri del gruppo
- Dirck van Baburen
- Jan van Bijlert
- Jan Gerritsz van Bronckhorst
- Johannes Moreelse
- Hendrick ter Brugghen
- Gerrit van Honthorst
- Peter Wtewael